# Lepidochrysops fumosa
Lepidochrysops fumosa is een vlinder uit de familie van de Lycaenidae. De wetenschappelijke naam van de soort is voor het eerst geldig gepubliceerd in 1885 door Butler.